# Coma (geneeskunde)
Coma is in de geneeskunde een staat van diepe bewusteloosheid waarbij de persoon de ogen niet opent op aanspreken, geen opdrachten uitvoert en geen verbale reacties geeft.
De diepte van de bewustzijnsdaling is bij coma alleen nog af te leiden uit bepaalde motorische reacties op pijnprikkels. De diepte van een comateuze toestand wordt bepaald op de Glasgow-comaschaal waarbij de patiënt op drie onderdelen beoordeeld wordt: Eye opening response (reactie door opening van de ogen), Motor response (motorische reactie) en Verbal response (spraak). De Glasgow-comascore wordt daarom ook wel EMV-score genoemd.
Mogelijke oorzaken zijn onder andere: vergiftiging (door drugs, alcohol of giffen), stofwisselingsproblemen (hypoglykemie, hyperglykemie, ketoacidose, enzovoort), ziekten van het centraal zenuwstelsel, CVA (beroerte/hersenbloeding), hersenletsel (hersenschudding), hartinfarct, hypothermie en zuurstoftekort. De stofwisselingsproblemen zijn de meest voorkomende oorzaak van coma.
Tijdelijk coma wordt soms kunstmatig opgewekt (met medicijnen) om zwelling van de hersenen tegen te gaan.
Als onderdeel van euthanasie zoals toegepast in Nederland wordt de patiënt met medicijnen in coma gebracht (‘medicamenteus geïnduceerd coma’) alvorens het daadwerkelijk dodelijke middel wordt toegediend.

## Onderscheid met andere vormen van bewustzijnsdaling
Andere vormen van een veranderd bewustzijnsniveau:
- Slaap: belangrijk onderscheid met coma is dat een slapend persoon wakker gemaakt kan worden, een comapatiënt reageert in meer of mindere mate op prikkels, afhankelijk van de diepte van het coma.
- Minimale bewustzijnstoestand
- Lethargie
- Stupor
- Locked-in-syndroom
- Vegetatieve toestand (coma vigil): na enkele weken coma kunnen patiënten beginnen met het openen van de ogen (ook al is de hersenbeschadiging onherstelbaar). Er ontstaat hierbij een dag/nachtritme. Er is echter geen oogcontact of vorm van communicatie mogelijk.
- Hersendood: onderscheid met coma is dat bij hersendood de hersenen en hersenstam volledig en permanent zijn uitgevallen. Bij coma is het of niet volledig, of is nog niet duidelijk dat het permanent is.

## Uitkomsten van coma
Coma duurt zelden langer dan vier tot zes weken. Indien de patiënt niet komt te overlijden zijn er ruwweg drie mogelijke uitkomsten: ontwaken tot volledig bewustzijn, overgang naar een minimaal-bewuste toestand (Eng. minimally conscious state, MCS) of overgang naar een persisterende vegetatieve toestand (Eng. persistent vegetative state, PVS). Vaak wordt door leken beweerd dat mensen jaren in coma kunnen liggen of er na jaren uit komen; dit is dus een incorrecte opvatting. De meest voorkomende doodsoorzaak van comapatiënten is een infectie zoals longontsteking.
Het resultaat van coma is afhankelijk van de oorzaak en de plek (in de hersenen), de hevigheid en de neurologische schade. Het resultaat kan dan ook variëren van volledig herstel tot de dood. Patiënten kunnen uit coma ontwaken met een combinatie van lichamelijke, intellectuele en psychische problemen. Herstel ontwikkelt zich vaak geleidelijk, waarbij patiënten steeds meer reageren op hun omgeving. Sommige patiënten komen niet verder dan primair reageren, bij anderen zal zich uiteindelijk een volledig bewustzijn herstellen. Dit herstel wordt aangegeven in de Glasgow-comaschaal, die loopt van 3 tot 15, waarbij 15 staat voor volledig normaal bewustzijn en 3 voor het totaal ontbreken daarvan (diep coma).

## Communicatie-experiment 2010
Begin 2010 maakten onderzoekers in Luik en Cambridge bekend dat men mogelijk voor 1 op de 5 patiënten een methode voor communicatie had gevonden. Men kon door middel van functionele magnetische beeldresonantie (fMRI) een simpel ja/nee-systeem gebruiken indien men de patiënt gesloten vragen voorlegde. Aan de hand van de activiteit in bepaalde hersengebieden kon men diens of dier antwoord op een vraag bepalen.

## Misvattingen over coma
In tv-series, stripverhalen (bv. Rik Ringers) en lectuur (van bv. Karl May) wordt soms een verkeerde indruk gegeven van verloop en gevolgen van coma. De betrokkene komt er in de fictie meestal beter van af dan in werkelijkheid het geval zou zijn: de overlijdenskans is veel kleiner, blijvende schade is er vrijwel nooit, en men is vrij snel weer in staat op de oude voet door te leven met hooguit wat tijdelijk geheugenverlies. De werkelijkheid kan heel anders zijn.